# فرانك ميلر (فنان قصص مصورة)
فرانك ميلر (بالإنجليزية: Frank Miller)‏ هو فنان قصص مصورة ورسام كارتون أمريكي، ولد في 2 أكتوبر 1898 في شيلدون في الولايات المتحدة، وتوفي في 3 ديسمبر 1949 في دايتونا بيتش في الولايات المتحدة.

## السيرة الذاتية
وُلد فرانك ميلر في مدينة شيلدون بولاية آيوا، وقد اشتُهر بسلسلة القصص المصورة «بارني باكستر في الهواء»، التي قام بإنشائها عام 1936 لصالح شركة كينغ فيتشرز سنديكيت، والتي تم اختصار اسمها في عام 1943 إلى «بارني باكستر» فقط. قضى ميلر مطلع الثلاثينات من عمره يعمل مع فريق في جريدة "روكي ماونتن نيوز [الإنجليزية]" بمدينة دنفر حيث قام بإنشاء شخصية بارني باكستر عام 1935 في صفحة "Junior Aviator" بالصحيفة.
قام فرانك ميلر ببيع أول عمل فني له عام 1919 واستطاع ببطء بناء سمعته المهنية. وبحلول منتصف العشرينيات من القرن الماضي، قرر ميلر أن يجعل من الرسوم الكاريكاتورية مهنته الأساسية بدوام كامل، حيث عمل لصالح صحيفتي دنفر بوست [الإنجليزية] وروكي ماونتن نيوز. وانتقل ميلر إلى شركة كينغ فيتشرز سنديكيت في عام 1936، حيث أنشأ «بارني باكستر». وبحلول عام 1942، قرر ميلر ترك السلسلة وإسنادها لزميله في الشركة بوب نايلور والانضمام إلى حرس السواحل الأمريكي، ولكن في عام 1948، عاودت شركة «كينغ فيتشرز سنديكيت» إقناع ميلر باستئناف عمله لفترة من الوقت.
وبجانب عمله كرسام للقصص المصورة، كان فرانك ميلر طيارًا أيضًا، وعضوًا في نادي الخدمات الجوية والرابطة الوطنية للملاحة الجوية.[بحاجة لمصدر] وكان يعمل مدربًا وراعيًا لدى نادي«نادي الطيران جونيور دنفر».[بحاجة لمصدر] توفى ميلر بنوبة قلبية في 3 ديسمبر 1949 بمنزله في دايتونا بيتش الواقعة بولاية فلوريدا.